# Olenellidae
Az Olenellidae a trilobiták (Trilobita) osztályának Redlichiida rendjébe, ezen belül az Olenellina alrendjébe tartozó család.

## Rendszerezés
A családba az alábbi 2 alcsalád és 3 nem tartozik:
- Mesonacinae
  - Mesonacis Walcott, 1885[1]
  - Mesonellus (Palmer & Repina, 1993)[2][1]
- Olenellinae
  - Olenellus